# مابن (حبيش)

تعديل مصدري - تعديل

مابن هي إحدى قرى عزلة السلق بمديرية حبيش التابعة لمحافظة إب، بلغ تعداد سكانها 421 نسمة حسب تعداد اليمن لعام 2004.